# Estación de Badalona Pompeu Fabra
La estación de Badalona Pompeu Fabra (llamada Badalona Centre en el proyecto constructivo) es una estación del metro de Barcelona, que es terminal de la línea 2. En un futuro llegará la línea 1. Está equipada con ascensores y escaleras mecánicas. Se ubica en la plaza con el mismo nombre (antiguamente Illa Fradera). Fue inaugurada el 11 de julio de 2010.
| << cabecera           | < estación  | línea         | estación >          | cabecera >>         |
| --------------------- | ----------- | ------------- | ------------------- | ------------------- |
| Metro                 |             |               |                     |                     |
| Hospital de Bellvitge | Bufalà      | (2030)        | Badalona Est (2030) | Badalona Est (2030) |
| Paral·lel             | Pep Ventura |               | terminal            | terminal            |
| Terminal Sud          | Pep Ventura | Casagemes (?) | Can Ruti (?)        |                     |